# Boroña

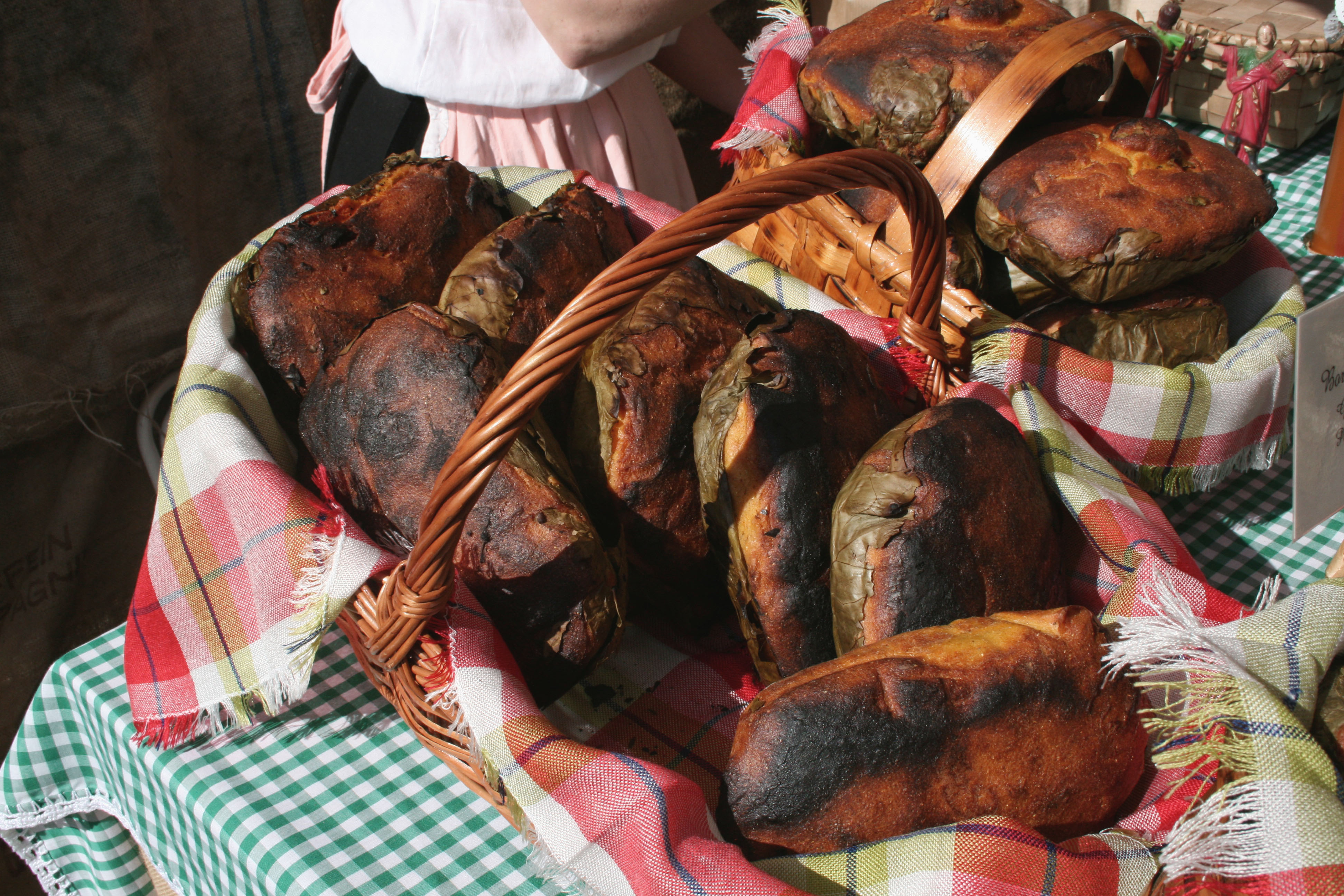
Boroña artesanal asturiana

Boroña ou borona é uma espécie de broa típica da região das Astúrias, na Espanha, feita com farinha de milho. Constitui um alimento básico nas zonas rurais menos desenvolvidas. É cozida no forno envolta em folhas de couve-de-folhas. Por vezes, são recheadas com enchidos, sendo conhecidas nesse caso como um tipo de bollu preñau.

## Características
A mistura de farinhas de trigo e de milho (2/3 de farinha de milho e o restante de farinha de trigo) confere ao interior desta broa uma tonalidade amarela clara. A massa é colocada num molde de forma rectangular. Por vezes, misturam-se na massa pedaços de chouriços ou de carnes. A massa vai a cozer dentro dos moldes lentamente no forno, a temperaturas relativamente baixas, durante uma noite inteira.

## Preparação
Numa tigela, são colocadas as farinhas, às quais são adicionadas água tépida e uma pitada de sala. Lentamente, a pasta é trabalhada com as mãos, até formar uma massa homogénea, que repousa, em seguida, durante algum tempo. Em seguida, os moldes são untados com óleo ou manteiga. Nesses moldes começam por ser colocados pedaços de presunto, toucinho, chouriço e carnes. Em seguida, é colocada a massa. Por fim, a broa é cozida no forno dentro do molde.